# Middledistancerunner
"Middledistancerunner" is de tweede officiële single van het vierde studioalbum Giants van de Britse danceartiest Chicane. Het nummer bevat vocals van Adam Young (bekend van Owl City). De single werd digitaal uitgebracht op 1 augustus 2010.

## Tracklijst
| Nr. | Titel                                             | Duur |
| --- | ------------------------------------------------- | ---- |
| 1.  | Middledistancerunner (Radio Edit)                 | 3:27 |
| 2.  | Middledistancerunner (Disco Citizens Rework Edit) | 3:51 |
| 3.  | Middledistancerunner (Disco Citizens Rework Mix)  | 6:37 |
| 4.  | Middledistancerunner (Album Mix)                  | 5:52 |
| 5.  | Middledistancerunner (Mihell & Pinkfinger Remix)  | 7:30 |

## Hitlijsten
| Hitlijst (2010)                          | Hoogste Positie |
| ---------------------------------------- | --------------- |
| UK Dance                                 | 26              |
| UK Singles (The Official Charts Company) | 173             |